# Mamadyš
Mamadyš, (in russo Мамадыш? in tataro Mamadış, Мамадыш) è una città della Russia che si trova nella Repubblica autonoma del Tatarstan sulla riva destra del Vjatka. Fondata come villaggio tataro, durante il XVIII secolo vi si trasferirono dei coloni russi. Ottenne lo status di città nel 1781; è capoluogo del rajon Mamadyšskij.